# Ґлодово (Косьцерський повіт)
Ґлодово (пол. Głodowo) — село в Польщі, у гміні Лінево Косьцерського повіту Поморського воєводства.
Населення — 499 осіб (2011).
У 1975-1998 роках село належало до Гданського воєводства.

## Демографія
Демографічна структура станом на 31 березня 2011 року:
|          | Загалом | Допрацездатний вік | Працездатний вік | Постпрацездатний вік |
| -------- | ------- | ------------------ | ---------------- | -------------------- |
| Чоловіки | 255     | 41                 | 185              | 29                   |
| Жінки    | 244     | 38                 | 159              | 47                   |
| Разом    | 499     | 79                 | 344              | 76                   |